# Михайлус Юрій Іванович
Юрій Іванович Михайлус (нар. 17 червня 1964) — український футболіст. На професійному рівні виступав за сімферопольську «Таврію» і судакський «Сурож».

## Біографія
У 1992 році був гравцем сімферопольської «Таврії». У складі команди в чемпіонаті України дебютував 9 червня 1992 року в домашньому матчі проти шепетівського «Темпу» (6:0), головний тренер Анатолій Заяєв випустив Михайлуса на 63 хвилині замість Толята Шейхаметова. 21 червня 1992 року він взяв участь у матчі за перше місце в чемпіонаті України. Тоді Юрій вийшов на 77 хвилині замість Андрія Опаріна, а через десять хвилин Михайлус пішов з поля, його замінили на Сергія Єсіна. В результаті кримчани здобули перемогу з рахунком (1:0) і стали першими чемпіонами України.
Влітку 1993 року він перейшов в судакський «Сурож». У сезоні 1993/94 команда виступала в Перехідній лізі України, посіла 16 місце і вилетіла в аматорський чемпіонат. Юрій Михайлус взяв участь в 32 матчах, в яких забив 5 голів. У 1994 році в аматорському чемпіонаті зіграв 11 матчів.
У 2000 році грав у чемпіонаті України серед ветеранів за феодосійську «Кафу». У 2012 році у зв'язку з двадцятирічним ювілеєм перемоги «Таврії» у чемпіонаті України Михайлусу було присвоєно звання — заслужений працівник фізичної культури і спорту Криму.

## Досягнення
- Чемпіон України (1): 1992

## Статистика
| Сезон             | Клуб              | Ліга                   | Чемпіонат | Чемпіонат | Кубок | Кубок |
| Сезон             | Клуб              | Ліга                   | Ігри      | Голи      | Ігри  | Голи  |
| ----------------- | ----------------- | ---------------------- | --------- | --------- | ----- | ----- |
| 1992              | Таврія            | Вища ліга України      | 2         | 0         | 0     | 0     |
| 1993/94           | Сурож             | Перехідна ліга України | 32        | 5         | 0     | 0     |
| Всього за кар'єру | Всього за кар'єру | Всього за кар'єру      | 34        | 5         | 0     | 0     |